# Jardin Al-Orman
Pour les articles homonymes, voir Orman (homonymie).

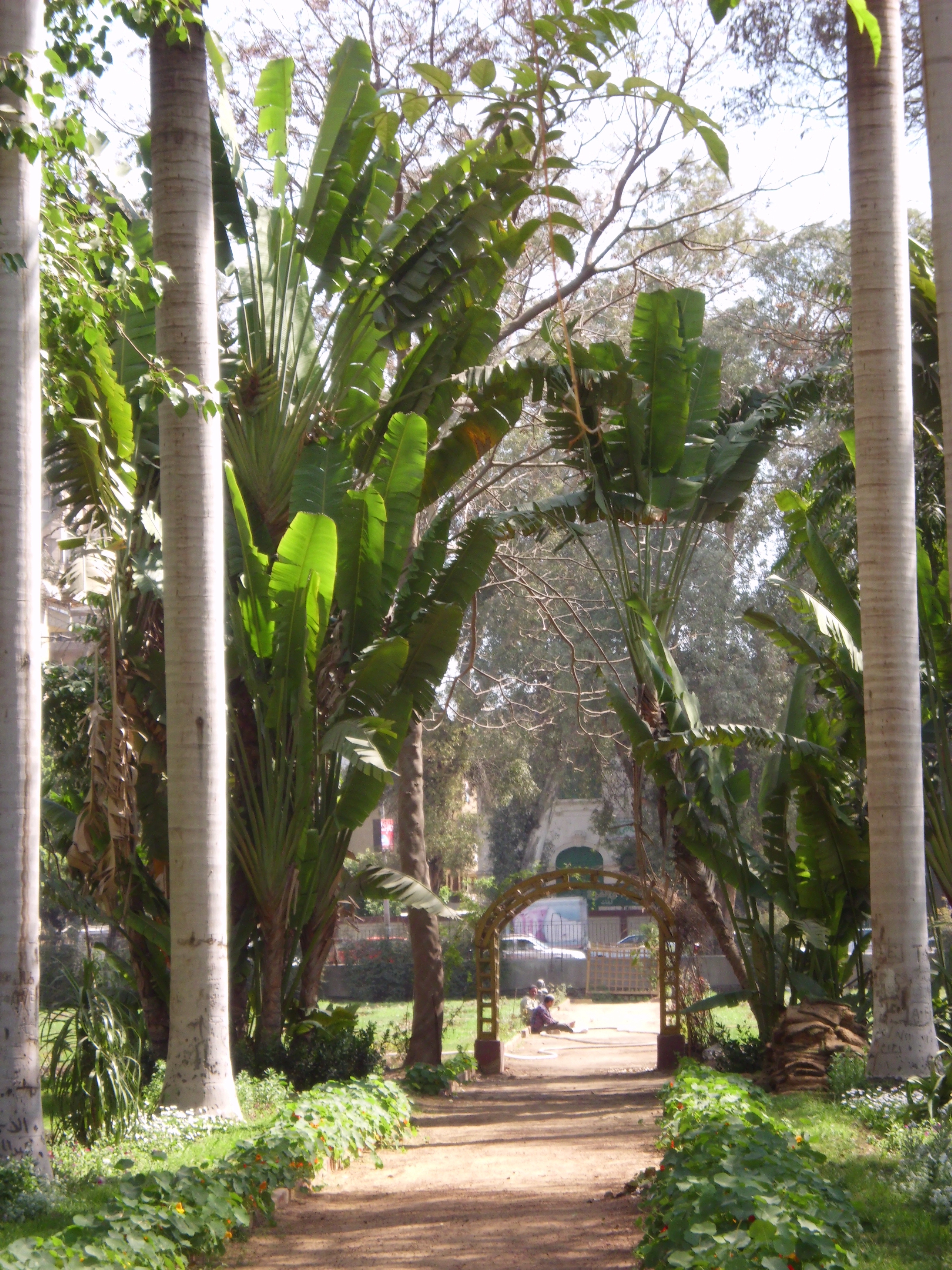
Jardin Al-Orman.

Le jardin Al-Orman est un jardin botanique égyptien situé près de l'université du Caire à Gizeh, à l'ouest du Nil. Fondé en 1875, il occupe une superficie de 28 feddans, soit 11,76 ha, avec notamment des collections de cactées et autres plantes succulentes, et un petit musée botanique abritant un herbier.

## Histoire
Le jardin d'Al-Orman est aménagé à partir de 1873 par le khédive Ismaïl Pacha, pour y cultiver fruits et légumes destinés à alimenter le sérail de Gizeh. Grand amateur de jardins, le khédive confie le dessin du jardin au paysagiste français Jean-Pierre Barillet-Deschamps.
Occupant à l'origine une surface de quelque 40 ha, le jardin est divisé en trois zones : la forêt, en turc « orman », le haramlek et le salamlek, consacrés aux réceptions et attenant au jardin zoologique, séparé du jardin botanique en 1890. En 1910, le jardin passe sous la tutelle du ministère de l'agriculture et est ouvert au public. Lors de l'installation de l'université Fouad Ier, en 1934, une avenue y est tracée et une partie du jardin est transférée au jardin zoologique. Au début des années 2000, sa superficie n'est plus que de 28 feddans, soit 11,76 ha.
Depuis 1920, le jardin accueille chaque année une exposition florale de printemps. Cette exposition trouve son origine dans la compétition à laquelle se livraient pashas et beys avant la révolution de 1952 pour aménager le plus beau jardin.
Le jardin subit de nombreux dégâts durant l'été 2013 lors des sit-in des Frères musulmans. Ces derniers coupent des bambous pour construire leurs campements et des feuilles de lotus pour se protéger du soleil. La porte historique en fer forgé de l'entrée principale est forcée par un véhicule blindé de l'armée régulière et la grille d'enceinte est en partie détruite,. Les collections historiques du musée botanique sont pillées ou dégradées et le matériel informatique est volé.

## Collections
Le jardin Al-Orman abrite  principalement des collections de conifères, palmiers, cactées, succulentes, roses, bambous, Ficus, Strelitzia, et parmi les espèces les plus importantes Acacia nilotica, Albizia lebbeck, Balanites aegyptiaca, Cyperus papyrus, Hyphaene thebaica et Luffa cylindrica. Il possède une banque de graines et publie un Index seminum.
Un petit musée botanique attaché au jardin abrite des herbiers datant du khédive Ismaïl et du mobilier du roi Farouk Ier.

## Source
- Doaa Elhami, « Un patrimoine botanique endommagé », Hebdo Al-Ahram en ligne, no 992,‎ 18 septembre 2013 (lire en ligne)